# Borboropactus noditarsis
Borboropactus noditarsis là một loài nhện trong họ Thomisidae.
Loài này thuộc chi Borboropactus. Borboropactus noditarsis được Eugène Simon miêu tả năm 1903.